# Каныш Сатпаев (Туркестанская область)
Каныш Сатпаев (каз. Қаныш Сәтбаев, до 1993 г. — Заветы Ленина) — село в Жетысайском районе Туркестанской области Казахстана. Входит в состав Каракайского сельского округа. Находится примерно в 7 км к северо-западу от районного центра, города Жетысай. Код КАТО — 514467500.

## Население
В 1999 году население села составляло 2605 человек (1329 мужчин и 1276 женщин). По данным переписи 2009 года, в селе проживало 3190 человек (1608 мужчин и 1582 женщины).